# 기포국민학교
기포국민학교는 경상북도 영양군 청기면 기포리 408에 있었던 초등학교이다.

## 연혁
- 1971년 3월 1일 청북국민학교 기포분교장 설립 인가
- 1971년 3월 2일 개교(1학년 1학급)
- 1972년 3월 2일 2학급 편성
- 1973년 3월 2일 1~3학년 각 3학급 편성
- 1974년 3월 1일 기포국민학교 승격
- 1986년 2월 ?일 병설유치원 개원
- 1992년 3월 1일 폐교 및 청북국민학교 통합